# Skrill
Skrill (anterior Moneybookers) este o afacere de comerț electronic care permite efectuarea plăților și a transferurilor de bani prin internet, cu accent pe transferurile internaționale de bani cu costuri reduse.
Aceasta este deținută și operată de Skrill Limited, o companie din Regatul Unit, înregistrată ca o Afacere cu servicii de bani, cu HM Revenue and Customs, reglementată de Financial Conduct Authority și autorizată să funcționeze în Spațiul Economic European.
Începând cu 2015, Skrill aparține grupului Paysafe Group, împreună cu fostul concurent Neteller și metoda de plată anticipată paysafecard.

## Legături externe
- Site web oficial